# Янош Надь
Янош Надь (угор. János Nagy; нар. 13 серпня 1964, Будапешт) — угорський борець вільного стилю, срібний призер чемпіонату Європи, учасник двох Олімпійських ігор.

## Життєпис
У 1991 році посів шосте місце на чемпіонаті світу.
Виступав за спортивний клуб «Ференцварош» Будапешт.

## Спортивні результати на міжнародних змаганнях

### Виступи на Олімпіадах
| Змагання                    | Збірна   | Вагова категорія          | Місце              |
| --------------------------- | -------- | ------------------------- | ------------------ |
| Літні Олімпійські ігри 1988 | Угорщина | вільна боротьба, до 74 кг | не вийшов із групи |
| Літні Олімпійські ігри 1992 | Угорщина | вільна боротьба, до 74 кг | 7                  |

### Виступи на Чемпіонатах світу
| Змагання                        | Збірна   | Вагова категорія          | Місце |
| ------------------------------- | -------- | ------------------------- | ----- |
| Чемпіонат світу з боротьби 1991 | Угорщина | вільна боротьба, до 74 кг | 6     |

### Виступи на Чемпіонатах Європи
| Змагання                         | Збірна   | Вагова категорія          | Місце  |
| -------------------------------- | -------- | ------------------------- | ------ |
| Чемпіонат Європи з боротьби 1984 | Угорщина | вільна боротьба, до 74 кг | 7      |
| Чемпіонат Європи з боротьби 1988 | Угорщина | вільна боротьба, до 74 кг | 4      |
| Чемпіонат Європи з боротьби 1989 | Угорщина | вільна боротьба, до 74 кг | 6      |
| Чемпіонат Європи з боротьби 1991 | Угорщина | вільна боротьба, до 74 кг | 5      |
| Чемпіонат Європи з боротьби 1993 | Угорщина | вільна боротьба, до 74 кг | Срібло |

### Виступи на інших змаганнях
| Змагання                           | Збірна   | Вагова категорія          | Місце  |
| ---------------------------------- | -------- | ------------------------- | ------ |
| Гала гран-прі FILA 1988            | Угорщина | вільна боротьба, до 74 кг | Золото |
| Гран-прі Німеччини з боротьби 1989 | Угорщина | вільна боротьба, до 74 кг | Бронза |